# Comité Pro Cataluña

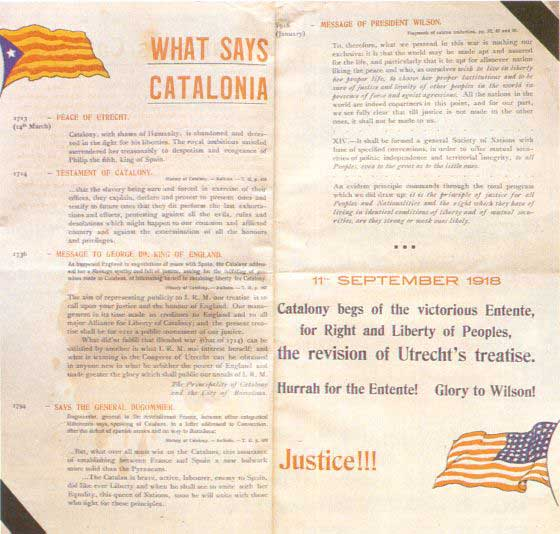
Documento en inglés titulado What says Catalonia con fecha del 11 de septiembre de 1918 en el que el Comité Pro Cataluña pide a «la victoriosa Entente, por el Derecho y la Libertad de los Pueblos, la revisión del Tratado de Utrecht. ¡Viva la Entente! ¡Gloria a Wilson! ¡¡¡Justicia!!!». Es el documento más antiguo en que aparece la estelada. Curiosamente en la versión en catalán del documento la estelada fue sustituida por la senyera.

El Comité pro Cataluña fue una organización independentista catalana fundada en julio de 1918 bajo la presidencia de Vicenç Albert Ballester, el creador de la estelada, la bandera independentista catalana. Su objetivo era plantear el «pleito catalán» ante los aliados vencedores de la  Primera Guerra Mundial.

## Historia
En Cataluña a principios del siglo XX se constituyeron algunas organizaciones «protoindependentistas» alrededor de la Unió Catalanista, como la Associació Nacionalista Catalana formada por el Aplec Catalanista y La Reixa, pero habrá que esperar a 1918 para que surjan las primeras organizaciones propiamente independentistas debido al impacto que tuvo en algunos sectores del nacionalismo catalán el «discurso de los catorce puntos» del presidente Woodrow Wilson en el que se reconocía el derecho de autodeterminación de los pueblos en un momento en que la intervención norteamericana en la «Gran Guerra» parecía abocarla hacia su final con la victoria de los aliados.
Así en julio de 1918 se constituyó con gente de la Unió Catalanista el Comité Pro Cataluña presidido por Vicenç Albert Ballester, director de “La Tralla”, que intentó capitalizar la participación de voluntarios catalanes en el ejército francés —la propaganda nacionalista hablaba de unos 10.000 voluntarios pero las investigaciones más recientes han rebajado la cifra a menos de 1.000—. El objetivo del Comité era internacionalizar el «asunto catalán» con el objetivo de conseguir que Cataluña fuera reconocida como un nuevo Estado integrante de la futura Sociedad de Naciones, llegando incluso a pedir que se revisara el Tratado de Utrecht de 1713. Para ello también se puso en contacto con los centros catalanes de América.
La Lliga Regionalista, entonces el partido catalanista hegemónico, en principio no se sumó a esta estrategia de los nacionalistas catalanes radicales, pero su postura comenzó a cambiar y en octubre el presidente de la Mancomunitat de Catalunya Josep Puig i Cadafalch fue a Perpiñán para asistir al acto de homenaje al mariscal francés Joseph Joffre, que había nacido en el departamento de Pirineos Orientales —Puig i Cadafalch invitó al mariscal a ir a Barcelona, visita que realizó en mayo de 1920 para presidir los Juegos Florales; por otro lado la propaganda nacionalista radical presentó al mariscal Joffre como un héroe de guerra catalán—. Francesc Cambó, líder de la Lliga, llegó a sondear al gobierno francés sobre un posible viaje a París para defender la «causa catalana» pero la respuesta fue negativa al considerarla un «problema interior» español.
En diciembre de 1918 se fundó en París otra organización independentista con el mismo propósito: el Comité Nacional Catalán.